# Соболева могила
«Соболева могила» — ботанічна пам'ятка природи місцевого значення. Пам'ятка природи розташована на території Бориспільського району Київської області.
Об’єкт знаходиться в межах Ташанської сільської громади. Оголошений рішенням Київської обласної ради 4 скликання від 27 жовтня 2005 р. №310-26-IV.
Пам’ятка є унікальним в природному відношенні для даної місцевості мальовничим ландшафтом, де зростають червонокнижні
види – ковила волосиста та астрагал шерстистоквітковий.